# ريان ريد (لاعب كرة قاعدة)
ريان ريد (بالإنجليزية: Ryan Reid)‏ هو لاعب كرة قاعدة أمريكي، ولد في 24 أبريل 1985 في بورتلاند في الولايات المتحدة.

## وصلات خارجية
- ريان ريد على موقع دوري كرة القاعدة الرئيسي (الإنجليزية)
- ريان ريد على موقعبيزبول رفرنس.كوم (الدوري الرئيسي) (الإنجليزية)
- ريان ريد على موقعبيزبول رفرنس.كوم (الدوري الثانوي) (الإنجليزية)
- ريان ريد على موقع إي إس بي إن.كوم (أم.أل.بي) (الإنجليزية)
- ريان ريد على موقع مشجعي الرسوم البيانية (الإنجليزية)